# Kjosfossen
Kjosfossen är ett vattenfall i Flåmselva i Aurlands kommun i Vestland fylke i Norge. Det är ett av Norges mest kända vattenfall med en total fallhöjd på 225 meter på en 700 meter lång horisontell sträcka.
Fallet utgår från Reinungavatnet, som ligger i Flåmsdalen, 763 meter över havet. 
Flåmsbanan passerar över och framför nedre delen av vattenfallet där en perrong har byggts så att tågpassagerarna kan stiga av och se fallet på nära håll. På sommaren visar en huldra sig vanligen vid forsen  med trollsk dans och sång när tåget kommer. Hon spelas av elever på Norges balettskola. Perrongen ligger cirka fyra kilometer från Myrdal station och har ingen vägförbindelse.  

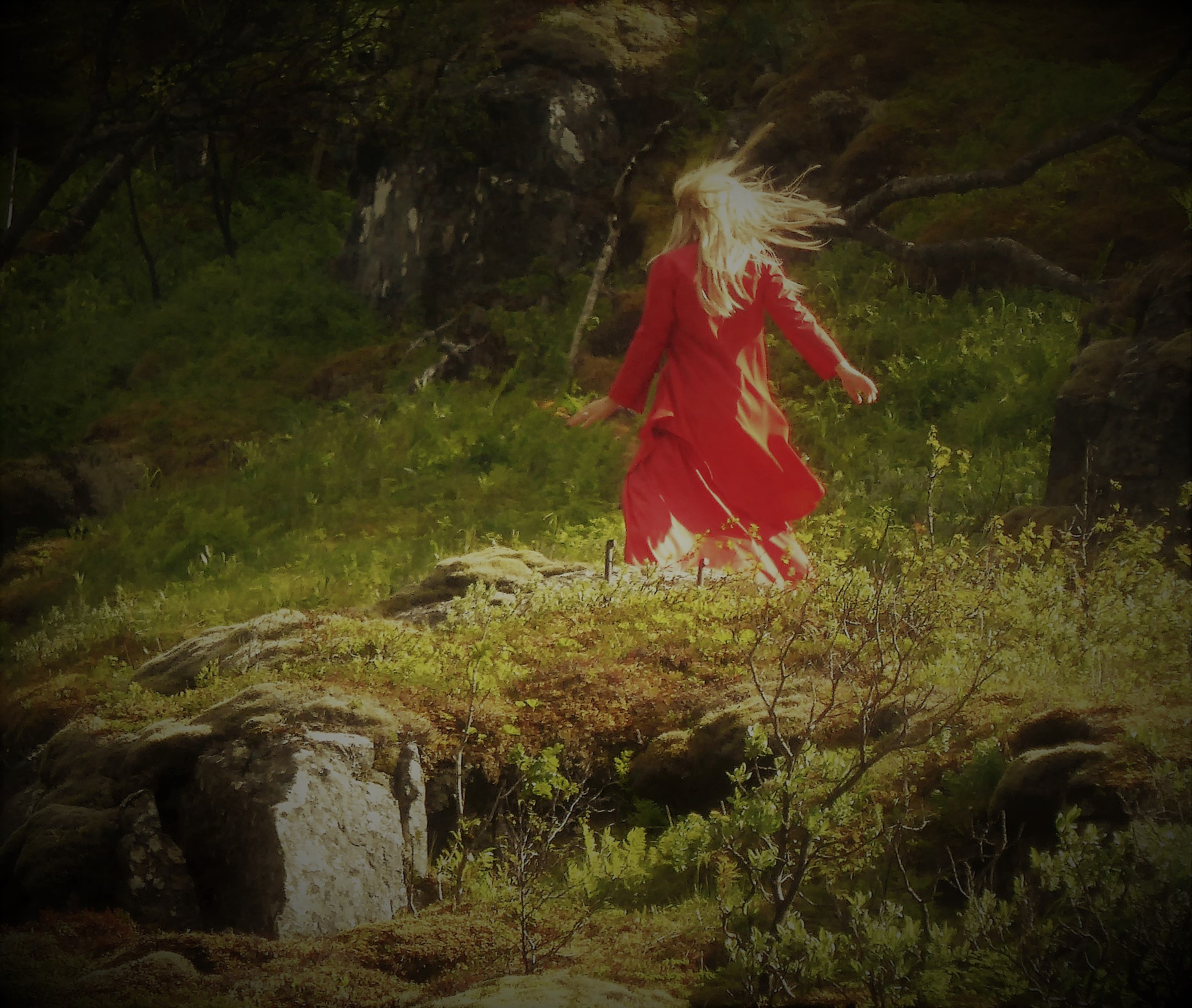
En huldra vid Kjosfossen.

Ett mindre vattenkraftverk har byggts vid fallet, som producerar elektricitet till järnvägen.